# Convento de Santa María de Oreja
Las ruinas del antiguo convento de Santa María de Oreja se sitúan en el término municipal de Langayo, en la provincia de Valladolid, comunidad autónoma de Castilla y León, España. Parece tener su origen en el X u XI, en el marco de la repoblación de la cuenca del Duero.
Se sitúa en el borde del páramo de Campaspero, dando paso a los valles característicos de Langayo. Es punto de encuentro de varios caminos, destacando los que parten desde Bahabón, el despoblado de Minguela, Campaspero y Langayo. Su importancia pudo ser clave para la repoblación de estas tierras, cobrando especial importancia en la de Campaspero.
No existen datos sobre cuando cesó la actividad del convento, ni tampoco sobre la orden a la que pertenecía el mismo, habiendo solo algunas referencias en el libro parroquial de Cogeces del Monte, donde uno de los párrocos del siglo XVII afirmaba que fue de templarios.
Sus tierras generaron problemas de jurisdicciones entre las comunidades de Villa y Tierra de Peñafiel y Cuéllar, debido a su carácter fronterizo.